# Oulad Ali Youssef
Oulad Ali Youssef  (in arabo أولاد علي يوسف‎?) è un centro abitato e comune rurale del Marocco situato nella provincia di Boulemane, regione di Fès-Meknès. Conta una popolazione di 5 212 abitanti (censimento 2014).